# KFNB IIb 3
A KFNB IIb 3 egy gyorsvonati szerkocsisgőzmozdony-sorozat volt a Ferdinánd császár Északi vasútnál (németül: Kaiser-Ferdinands-Nordbahn, KFNB).
A StEG mozdonygyára 1880-ban szállított a KFB-nek nyolc darab ikergépes, telített gőzű 1B tengelyelrendezésű gőzmozdonyt. A mozdonyok a kor szokásainak megfelelően neveket kaptak sorra: LEOPOLDAU, BÖLTEN, POLESCHOWITZ, LODYGOWICE, NIMLAU, DRAHOTUSCH, GRÜGAU és RABENSBURG, valamint  besorolták őket a IVc sorozatba 1881-től a IIb 3 sorozat és beszámozták 176-183 pályaszámokkal.
A mozdonyok sebesvonati szolgálatban közlekedtek volna a Prerau–Mährisch Ostrau vonalon, ám erre a feladatra gyengének bizonyultak, így a Bécs-Brünn és a Bécs-Marchegg vonalakon továbbítottak személyvonatokat.
A császári és Királyi Osztrák Államvasutakhoz (k.k. österreichischen Staatsbahnen , kkStB) kerülve a nyolc mozdonyt átszámozták, a kkStB 207 sorozatba osztották őket.
Az első világháború után a 207.01-04 pályaszámú mozdonyok a Lengyel Államvasutakhoz (PKP), a 207,05-08 pályaszámúak pedig az Osztrák Szövetségi Vasúthoz (Bundesbahnen Österreichs, BBÖ) került, ahol 1925-ben selejtezték őket

## Fordítás
- Ez a szócikk részben vagy egészben  a   KFNB IIb 3 című német Wikipédia-szócikk fordításán alapul.  Az eredeti cikk szerkesztőit annak laptörténete sorolja fel. Ez a jelzés csupán a megfogalmazás eredetét és a szerzői jogokat jelzi, nem szolgál a cikkben szereplő információk forrásmegjelöléseként.